# 真夜中の閲兵
「真夜中の閲兵」（まよなかのえっぺい、露：Ночной смотр）は、ミハイル・グリンカが1836年に作曲した歌曲。副題は『ファンタジア』（露：фантазия）。演奏時間は約4分。

## 概要
詞はヴァシーリー・ジュコーフスキーによるが、ヨゼフ・クリスティアン・フォン・ツェドリッツ（1790年 - 1862年）がドイツ語で書いた作品の翻訳である。ツェドリッツの原詩にはカール・レーヴェが付曲している。抒情的な作品が大部分を占めるグリンカの歌曲の中で極めて異彩を放つ曲で、次世代に当たるアレクサンドル・ダルゴムイシスキーやモデスト・ムソルグスキー等のデクラメーション様式による歌曲を先取りしたものとなっている。内容はナポレオンと彼の軍隊の亡霊を描いていて、作曲した年の冬に、作詞者とアレクサンドル・プーシキンを前に自身優れた歌い手でもあったグリンカにより歌唱された記録が残っている。元来はピアノ伴奏であるが、後に管弦楽伴奏版も作られている。

## 構成
「行進曲調」と指定されている。暗鬱な葬送行進曲のようなピアノの前奏で始まり、独唱にこの音型が引き継がれ何度も繰り返される。

## 歌詞大意（意訳）
毎夜午前0時になると、墓場から鼓手が立ち上がる

彼はあちこち歩き回り、太鼓を打ち鳴らす

太鼓は墓に眠る歩兵、軽騎兵、擲弾兵を目覚めさせる

ロシアの雪原、イタリアの野原、アフリカの草原、パレスチナの砂漠から

彼等は次々と立ち上がる

毎夜午前0時になると、墓場からラッパ手が立ち上がる

彼はあちこち歩き回り、ラッパを吹き鳴らす

ラッパは墓に眠る騎兵隊、驃騎兵、重騎兵を目覚めさせる

北から南から、東から西から

彼等は飛び駆けてくる、風のような馬に乗って

毎夜午前0時になると、墓場から司令官が立ち上がる

軍服にフロックコート、小さな帽子に剣という出で立ちで

老いた馬に乗り戦場を行く

元帥達と副官が付き従い、軍隊は敬礼し楽が奏でられる

毎夜午前0時になると、司令官は元帥達を集め

合言葉と暗号を教える

合言葉は「フランス」

暗号は「セントヘレナ」

毎夜午前0時になると、暗い墓場から立ち上がり

滅んだ自分の軍隊の前に死んだ皇帝がこのように姿をあらわす